# Mancheng
Mancheng is een arrondissement en een stad in de prefectuur Baoding in de provincie Hebei in China. Er zijn de graven van Liu Sheng en Dou Wan.
De gevangenis van Jizhong en de gevangenis van Taihang zijn in Mancheng.